# Sidney Glazier
Sidney Glazier (* 29. Mai 1916 in Philadelphia, Vereinigte Staaten; † 14. Dezember 2002 in Bennington) war ein US-amerikanischer Manager und Filmproduzent.

## Leben und Wirken
Glazier begann seine berufliche Laufbahn als Manager von Kinos und klassischen Sprechtheatern in Pennsylvania und Ohio. Während des Zweiten Weltkriegs diente er als Captain der U.S. Air Force. Nach seiner Rückkehr ins Privatleben wechselte Glazier ins Bankenmanagement und wurde Vizepräsident der Washington Federal Savings und der Loan Bank in Miami. Durch seine Vorstandsposition in der Eleanor Roosevelt Cancer Foundation knüpfte Glazier auch Kontakte zum Filmgeschäft, als er einen Dokumentarfilm über die Stiftungs-Namensgeberin produzierte, der als The Eleanor Roosevelt Story im November 1965 in die US-amerikanischen Kinos gelangte. Dieser Streifen brachte seinem Produzenten 1966 einen Oscar für die beste Filmdokumentation ein. Daraufhin entschloss sich Glazier zu einem erneuten Berufswechsel und begann nunmehr einige wenige Jahre lang Filme zu produzieren. So stellte er beispielsweise die ebenso turbulente wie nicht unumstrittene Filmkomödie Frühling für Hitler des Regiedebütanten Mel Brooks und Woody Allens erste reguläre Filmregie Woody, der Unglücksrabe, die Allens Leinwand-Karriere ebnete, her. Bereits 1973 beendete Sidney Glazier wieder seine kurzlebige Produzenten-Karriere.

## Filmografie (komplett)
Als Produzent oder Herstellungsleiter:
- 1965: The Eleanor Roosevelt Story (Dokumentarfilm)
- 1966: Sedmi kontinent
- 1967: Frühling für Hitler (The Producers)
- 1969: Woody, der Unglücksrabe (Take the Money and Run)
- 1970: Zwölf Stühle (The Twelve Chairs)
- 1970: Quackser Fortune hat ’nen Vetter in der Bronx (Quackser Fortune Has a Cousin in the Bronx)
- 1971: Glen and Randa
- 1973: Katholiken (Catholics / Conflict, Fernsehfilm)